# Henryk Dmochowski
Henryk Dmochowski (Dmachowski), także Henry D. Saunders, Henry D. Sanders, biał. Генрых Дмахоўскі (ur. 26 października 1810 w Zabłociu, zm. 26 maja 1863) – polski rzeźbiarz i powstaniec, naczelnik wojenny powiatu dziśnieńskiego w powstaniu styczniowym.

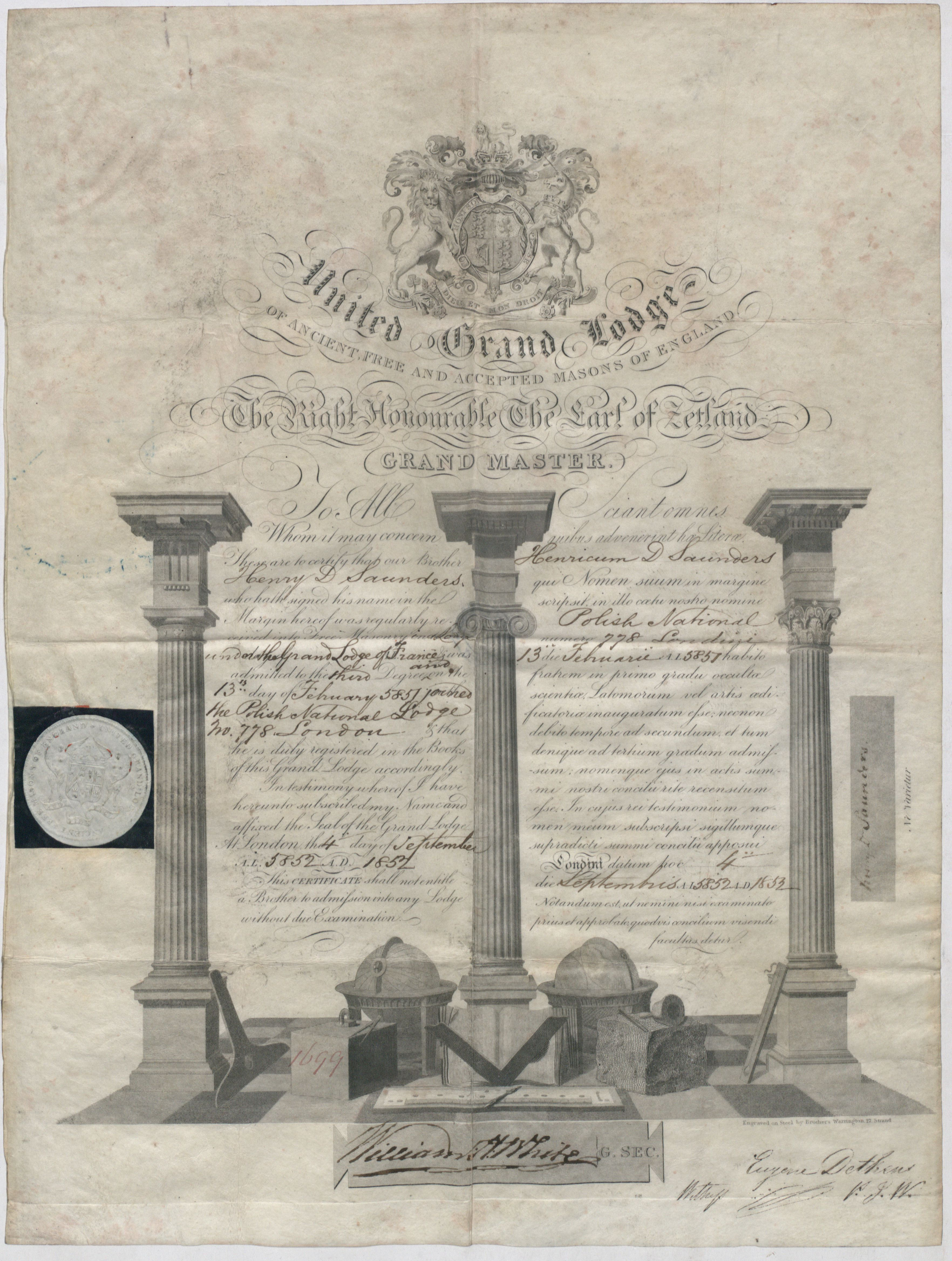
Wielki mistrz masonerii w Londynie oznajmia, że Polak Henryk D. Saunders został przyjęty do masonerii, 1852 r. (ze zbiorów Archiwum Państwowego w Poznaniu)

## Życiorys
Wychowywał się bez matki, która wcześnie zmarła. Jego ojcem był Michał Dmochowski, sekretarz Komisji Edukacji Narodowej w Wilnie.
Ukończył przyrodoznawstwo na Uniwersytecie w Wilnie, a podczas nauki brał prywatne lekcje rzeźbiarstwa. Wziął udział w powstaniu listopadowym, w oddziale pułkownika Józefa Zaliwskiego, a po upadku zrywu udał się do Paryża.
Tam zapoznał się z różnymi ideologiami emigrantów, zbliżył się między innymi do wolnomularstwa. Wraz z między innymi Zaliwskim, wziął udział w próbie wywołania powstania w Rosji, 19 marca 1833 rozpoczynając na Witebszczyźnie walki partyzanckie. Wyparty stamtąd, walczył również na Polesiu i Wołyniu. Zmuszony został przekroczyć granicę z Austrią.
Osiedlił się pod nazwiskiem Emeryk Sanders w Galicji, skąd pisał listy z prośbą o pomoc do rodziny. Kiedy jednak zabito jego ojca, inny krewniak, Kazimierz Dmochowski, wykładowca uniwersytetu wileńskiego, zadenuncjował go, wydając jego nazwisko, pseudonim, miejsce pobytu, a nawet opisując jego wygląd. Pisał o nim tak: wzrostu wysokiego, włosów jasnych i tak samo brwi, oczy ma błękitne, nos trochę zadarty, twarz okrągłą; bokobrodów i wąsów do 1831 nie nosił.
Po takich informacjach od Rosjan, austriackie służby nie miały problemów z jego aresztowaniem i Dmochowski został w 1834 skazany na pobyt w więzieniu Kufstein. Wyszedł z niego w 1841 roku. Stamtąd udał się do Paryża, gdzie podjął studia rzeźbiarskie, a później sam udzielał lekcji rzeźby. Kiedy ruch rewolucyjny zaczął ogarniać Europę, niespokojny duch zaniósł go w 1846 do Lwowa, gdzie brał udział w walkach ulicznych. Po klęsce ponownie udał się do Paryża. Jednym z bardziej znanych jego dzieł z tego okresu jest medalion w kształcie spluwaczki, przedstawiający Jakuba Szelę i kanclerza Metternicha.
W czasie Wiosny Ludów przebywał przejściowo w Wielkopolsce. W 1851 mieszkał krótko w Londynie.
W 1852 roku wyjechał do Stanów Zjednoczonych, gdzie osiedlił się pod nazwiskiem Henry D. Sanders. Pracował w zawodzie; otworzył szkołę rzeźby, a jego dziełem są liczne popiersia polityków w budynku Kongresu: George’a Washingtona Thomasa Jeffersona, Benjamina Franklina, Tadeusza Kościuszki. Rzeźbą oddawał hołd najwybitniejszym powstańcom i rewolucjonistom z całej Europy – wykonał na przykład posągi Giuseppe Garibaldiego czy Lajosa Kossutha. Publikował ponadto w prasie artykuły o tematyce politycznej. Nie dorobił się majątku, wręcz przeciwnie, mocno się zadłużył.
Nie wiodło mu się również w życiu osobistym – zaślubiona z nim w 1853 uznana pianistka z Neustadt Helena Schaaff ledwo przeżyła pierwsze poronienie, a wskutek drugiego ciężkiego porodu zmarła w 1857. Pamiątką po nich jest okazały pomnik autorstwa Dmochowskiego na cmentarzu w Filadelfii.
W międzyczasie zmarł Mikołaj I Romanow, a po jego śmierci ogłoszono amnestię i Dmochowski mógł wrócić w rodzinne strony. Doszło do tego dopiero w 1861. Osiedlił się w Wilnie, gdzie pracował jako rzeźbiarz. Tu stworzył między innymi pomnik Włodzimierza Serokomli i posąg świętego Władysława dla tutejszej katedry. Jako osoba z powstańczą przeszłością, był stale pod obserwacją tajnych służb. Przez te ostatnie określany był jako typ beznadziejny.
W marcu 1863 rozgorzały na terenach dzisiejszej Białorusi walki powstania styczniowego. Dmochowski brał udział w ich przygotowaniu; został wyznaczony na naczelnika powiatu dziśnieńskiego i uformował partię powstańczą. Zginął 26 maja tegoż roku w jednym z pierwszych bojów, niedaleko wioski Porzecze w rejonie borysowskim.